# Julius von Schlosser
Julius Alwin Franz Georg Andreas Ritter von Schlosser (Vienna, 23 settembre 1866 – Vienna, 1º dicembre 1938) è stato uno storico dell'arte austriaco, l'ultimo grande rappresentante della gloriosa Scuola viennese di storia dell'arte, profondo conoscitore del Medioevo occidentale.

## Biografia
Era figlio di Wilhelm Valentin von Schlosser (1820-1870) e Sophie Maria Eiberger (1830-1916).
Fu allievo di Franz Wickhoff; nella elaborazione delle sue idee di grande importanza fu anche l'amicizia con Benedetto Croce del quale tradusse alcuni scritti.
Nel 1901 divenne Direttore delle Collezioni di Scultura e Arti applicate del Kunsthistorisches Museum di Vienna. Nel 1922 succedette a Max Dvořák (1874-1921) nella cattedra universitaria viennese di Storia dell'arte.
Grande passione che fu tema portante di molti suoi saggi è la Höfische Kunst (l'arte di corte). Questa espressione, coniata dallo stesso Schlosser, descrive l'arte del gotico internazionale che fiorì nelle corti europee della fine del Trecento e dell'inizio Quattrocento. Nei suoi scritti Schlosser abbandonava gli schemi formalistici riegliani per presentare, invece, il contesto storico-culturale nel quale le opere furono realizzate; contesto rievocato con riferimenti alla musica, alla filosofia, alla scienza e alla religione del tempo. L'opera d'arte non era più considerata un fatto isolato, ma diventava un mondo più complesso che viveva in uno spazio storico assai più articolato. L'elemento portante di questa nuova visione storica e antiformalista è l'iconografia. Nell'ambito dell'arte cortese, Schlosser individuava quattro filoni che variamente s'intrecciano: biblico (temi sacri); cavalleresco (temi profani); amoroso (temi lirici); allegorici (temi morali).
Motivo costante della ricerca di Julius Schlosser è stata l'importanza data alla conoscenza delle fonti scritte: la ponderosa Kunstliteratur (La letteratura artistica), pubblicata nel 1924 e in italiano nel 1935 con il nome di 'Julius Schlosser Magnino' (in omaggio alle origini italiane della madre), costituisce ancora oggi il manuale fondamentale sulle fonti relative alle arti, dall'antichità all'Ottocento. È una rigorosa architettura, composta da nove libri, che affonda le sue radici nel mondo classico, trattando delle fonti prevasariane, l'età del manierismo e la Controriforma, la letteratura artistica locale, barocca e italiana rinascimentale. Perno centrale è il quinto libro: parla di Giorgio Vasari, della sua opera, dei suoi precedenti e della sua teoria storiografica. La Letteratura artistica è un vero e proprio monumento di erudizione e di dottrina.

## Opere principali
- 1892, Schriftquellen zur Geschichte der Karolingischen Kunst.
- 1896, Quellenbuch zur Kunstgeschichte des abendländischen Mittelalters: ausgewählte Texte des 4. bis 15. Jahrhunderts; ed. it.: Quellenbuch: repertorio di fonti per la storia dell'arte del Medioevo occidentale, secoli IV-XV; con un'aggiunta di nuovi testi e aggiornamenti critico-bibliografici a cura di Janos Vegh (Fonti per la storia dell'arte; 2), Le lettere, Firenze 1992.
- 1908, Die Kunst- und Wunderkammern der Spätrenaissance; ed. it. Raccolte d'arte e di meraviglie del tardo Rinascimento, introduzione di Cristina De Benedictis, Sansoni, Firenze 2000. ISBN 88-383-1849-2.
- 1911, Geschichte der Porträtbildnerei in Wachs. Ein Versuch; ed. it. Storia del ritratto in cera. Un saggio, ed. annotata e ampliata da Andrea Daninos, Officina Libraria, Milano 2011. ISBN 978-88-89854-66-2; ed. it. Storia del ritratto in cera, a cura di Pietro Conte, con un saggio introduttivo di Georges Didi-Huberman, Quodlibet, Macerata 2011. ISBN 978-88-7462-381-5; ed. it. Storia del ritratto in cera, Medusa, Milano 2011. ISBN 978-88-7698-231-6.
- 1923, Die Kunst des Mittelalters; ed. it. L'arte del Medioevo, saggio introduttivo di Otto Kurz, traduzione di Carlo Sgorlon (Piccola biblioteca Einaudi. Nuova serie; 259), Einaudi, Torino 2004. ISBN 88-06-16931-9.
- 1923, Die Kunst des Mittelalters; ed. esp. El arte de la Edad Media, traducción de José-Francisco Yvars; prólogo de Otto Kurz. Barcelona, Gustavo Gili, 1981. ISBN 84-252-1036-4.
- 1924, Die Kunstliteratur. Ein Handbuch zur Quellenkunde der neueren Kunstgeschichte; ed. it. La letteratura artistica: manuale delle fonti della storia dell'arte moderna; aggiornata da Otto Kurz, trad. di Filippo Rossi (Paperbacks. Classici; 6), La nuova Italia, Firenze 1996. ISBN 88-221-1778-6.
- 1932, Lorenzo Ghibertis Denkwürdigkeiten, ed. it. Commentarii di Lorenzo Ghiberti.
- 1934, Die Wiener Schule der Kunstgeschichte, "Mitteilungen des Institutes für österreichische Geschichte".
- 1934, Stilgeschichte und Sprachgeschichte in der Bildenden Kunst.
- 1937, Magistra latinitas e magistra barbaritas; ed.it. Magistra latinitas e magistra barbaritas: l'Europa e un testamento; a cura di Gianni Gentilini; prefazione di Pier Angelo Carozzi, Medusa, Milano 2005.